# آی‌پد ایر (نسل اول)
آی‌پد ایر (به انگلیسی: iPad Air) پنجمین نسل آی‌پد، یک تبلت مجهز به سیستم‌عامل آی‌اواس است که توسط شرکت اپل توسعه یافته‌است و در ۲۲ اکتبر ۲۰۱۳ به همراه آی‌پد مینی با صفحه‌نمایش رتینا در سان‌فرانسیسکو رونمایی شد. این آی‌پد که طراحی مشابه آی‌پد مینی دارد دارای سیستم‌عامل آی‌اواس ۷، پردازنده ۶۴ بیتی A7 است و از ۱ نوامبر ۲۰۱۳ در اختیار عموم قرار گرفت.